# Viliam Tankó
Viliam Tankó (* 17. Mai 1995 in Galanta) ist ein slowakischer Politiker und Boxer. Seit 2023 ist er ein Abgeordneter
in der NR SR.

## Erfolge im Sport
Viliam Tankó war Teilnehmer der Junioren-Weltmeisterschaften 2011 (Vorrunde), der Jugend-Weltmeisterschaften 2012 (zweite Vorrunde) und der Jugend-Europameisterschaften 2013 (Viertelfinale).
Nach einer knappen Niederlage mit 1:2 im Halbfinale gegen Elie Konki gewann er Bronze im Fliegengewicht bei den EU-Meisterschaften 2014 in Sofia, sowie nach einer Niederlage im Halbfinale gegen Vincenzo Picardi eine weitere Bronzemedaille im Fliegengewicht bei den Europaspielen 2015 in Baku. Bei den Europameisterschaften 2015 in Samokow schied er mit 1:2 gegen Igor Sopinskiy aus.
Beim Olympia-Qualifikationsturnier 2016 in Baku unterlag er im zweiten Kampf gegen Ceiber Ávila, gewann jedoch 2017 eine Bronzemedaille im Bantamgewicht bei den U22-Europameisterschaften in Brăila, nachdem er diesmal im Halbfinale gegen Robert Jitaru unterlegen war.
Bei den EU-Meisterschaften 2018 in Valladolid und den Europaspielen 2019 in Minsk ging er jeweils im Leichtgewicht an den Start, schied jedoch vor Erreichen der Medaillenränge gegen Sofiane Oumiha bzw. Dsmitryj Assanau aus. Bei den Weltmeisterschaften 2019 in Jekaterinburg verlor er im Federgewicht startend gegen Ian Bautista.
Die europäische Olympiaqualifikation 2020/21 endete für ihn nach einer Niederlage im Achtelfinale gegen den späteren Gewinner und auch Olympiasieger, Albert Batyrgasijew. Bei den Weltmeisterschaften 2021 in Belgrad unterlag er im zweiten Kampf des Leichtgewichts gegen Sofiane Oumiha.
Bei der Europameisterschaft 2022 in Jerewan schied er erst im Viertelfinale gegen Jurij Schestak aus und verlor bei den Europaspielen 2023 in Krakau im Achtelfinale gegen Lascha Guruli.
2024 schied er bei den Olympiaqualifikationsturnieren in Busto Arsizio und Bangkok jeweils frühzeitig aus.